# Taeniolethrinops
Taeniolethrinops és un gènere de peixos pertanyent a la família dels cíclids.

## Distribució geogràfica
Es troba a l'Àfrica oriental.

## Taxonomia
- Taeniolethrinops cyrtonotus (Trewavas, 1931)[5]
- Taeniolethrinops furcicauda (Trewavas, 1931)[5]
- Taeniolethrinops laticeps (Trewavas, 1931)[5]
- Taeniolethrinops praeorbitalis (Regan, 1922)[6][7][8][9][10][11][12]